# Verkehrswirtschaftliche Rundschau
Die Verkehrswirtschaftliche Rundschau war eine Monatsschrift für das gesamte Verkehrswesen in Österreich.
Sie diente als Organ der öffentlichen Verkehrsunternehmungen
- ÖBB (Österreichische Bundesbahnen),
- ÖVB (Österreichisches Verkehrs Bureau) und
- ÖLAG (Österreichische Luftverkehrs-AG)

sowie in der Folge auch der
- KÖB (Kraftwagenbetrieb der Österreichischen Bundesbahnen GmbH) und der
- DDSG (Erste Donau-Dampfschiffahrts-Gesellschaft).

Eigentümer und Verleger war der Österreichische Wirtschaftsverlag, KG Payer & Co, Wien I., Kramergasse 9. Herausgeber war Julius Ziegler von der Hochschule für Welthandel in Wien in Verbindung mit Josef Gruntzel und Bruno Dietrich (beide ebenfalls Hochschule für Welthandel in Wien). Die Schriftleitung hatte Karl Meithner (Hochschule für Welthandel in Wien) inne.
Die erste Ausgabe erschien im Juli 1933. Die Zeitschrift bot in der Folge interessante Einblicke in das Verkehrsgeschehen in Österreich, berichtete über historische Ereignisse und Jubiläen und vergaß überdies nicht den Blick in die große, weite Eisenbahnwelt. Als Autoren fungierten nicht nur angesehene und bekannte Fachleute – wie beispielsweise Adolph Giesl-Gieslingen und anderen Persönlichkeiten der damaligen Eisenbahnzeit –, sondern auch „kleine“ Eisenbahner, wie Werkmeister, Weichensteller oder Bahnhelfer.
Nach dem Anschluss Österreichs an das Großdeutsche Reich am 12./13. März 1938 wurde die Verkehrswirtschaftliche Rundschau ab April 1938 zum Propaganda-Medium für die Deutsche Reichsbahn und für nationalsozialistisches Gedankengut. Die letzte Ausgabe erschien im Dezember 1938.